# 元谋站
元谋站是一个成昆铁路上的铁路车站，位于云南省楚雄彝族自治州元谋县元马镇，建于1970年，2019年12月30日起停办客运业务。
元谋站目前为昆明铁路局广通车务段管辖的四等站，北上距攀枝花站102公里，成都站851公里，南下距广通站96公里，昆明站249公里。该站目前仅办理部分调车作业和接发列车作业。

## 图片

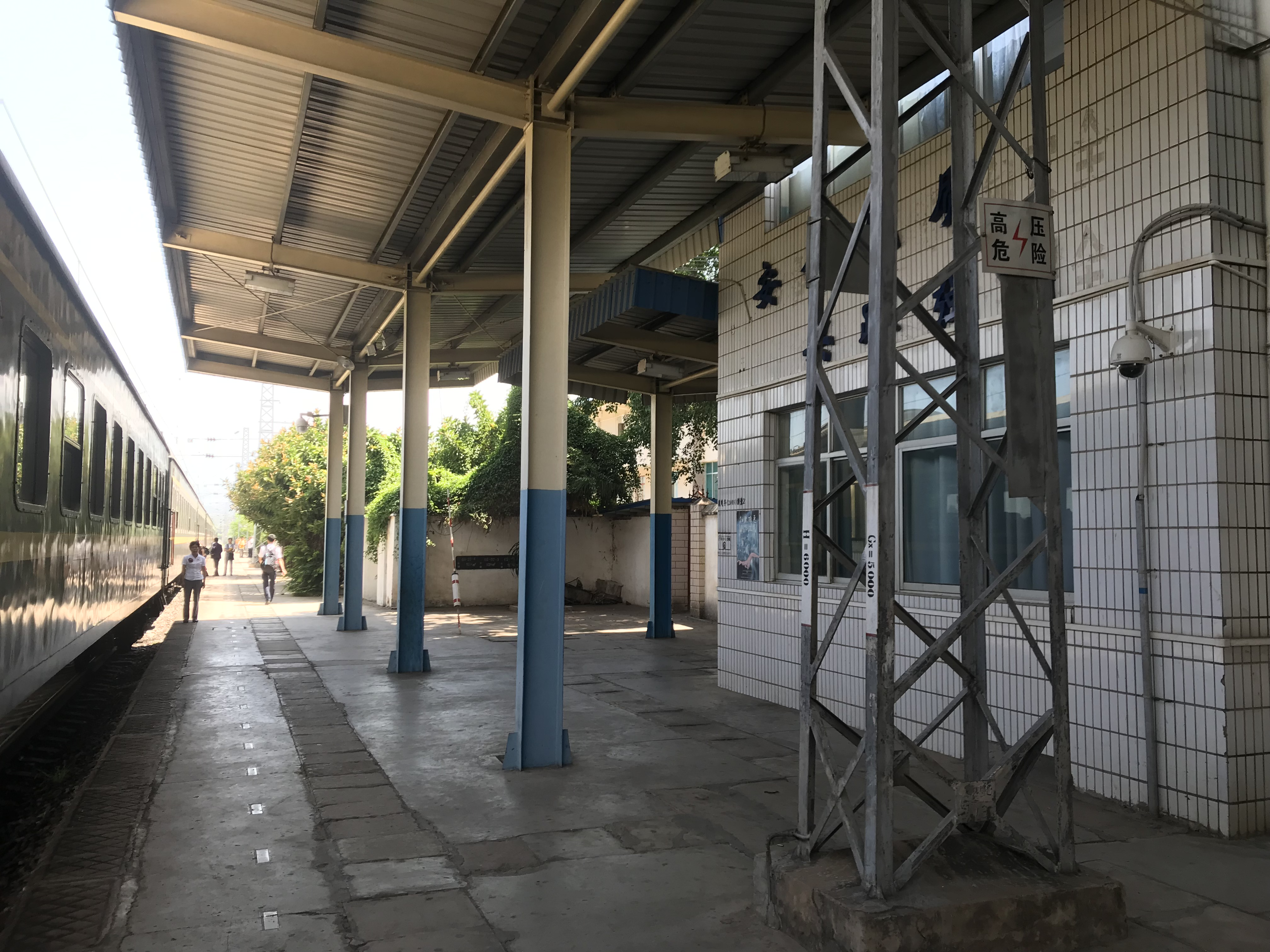
1站台（2019年）
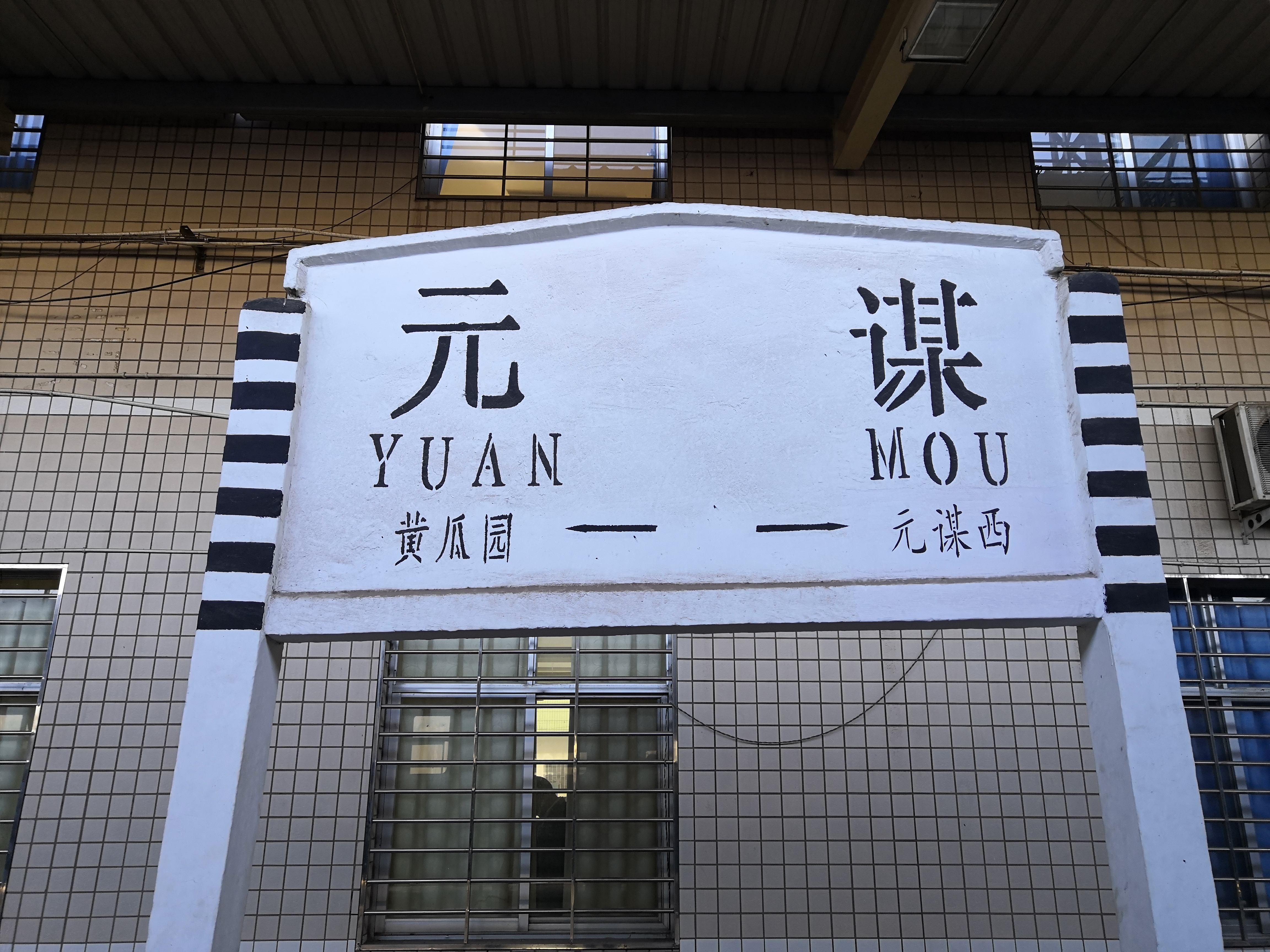
车站站牌（2019年）
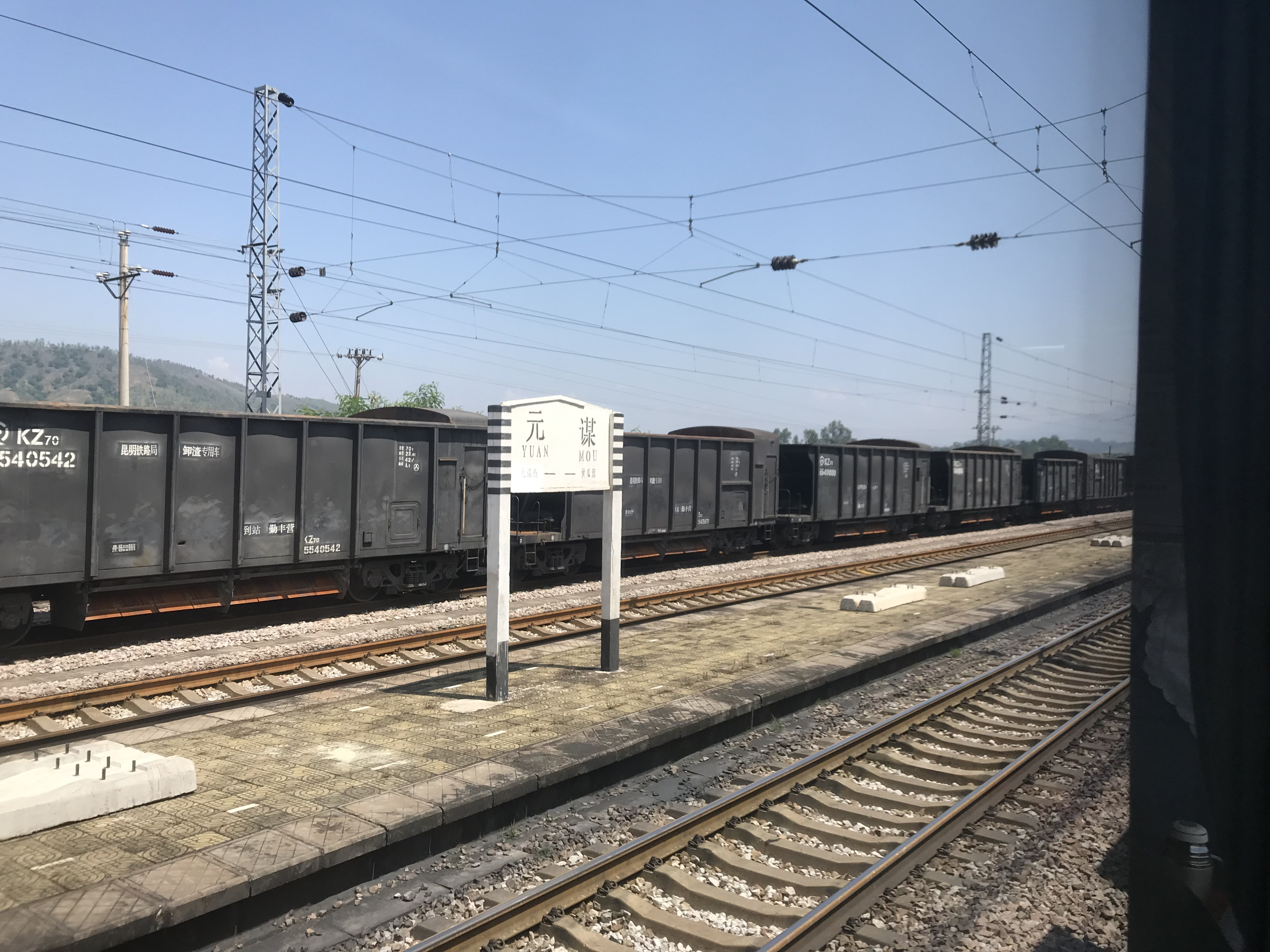
车站站场（2019年）
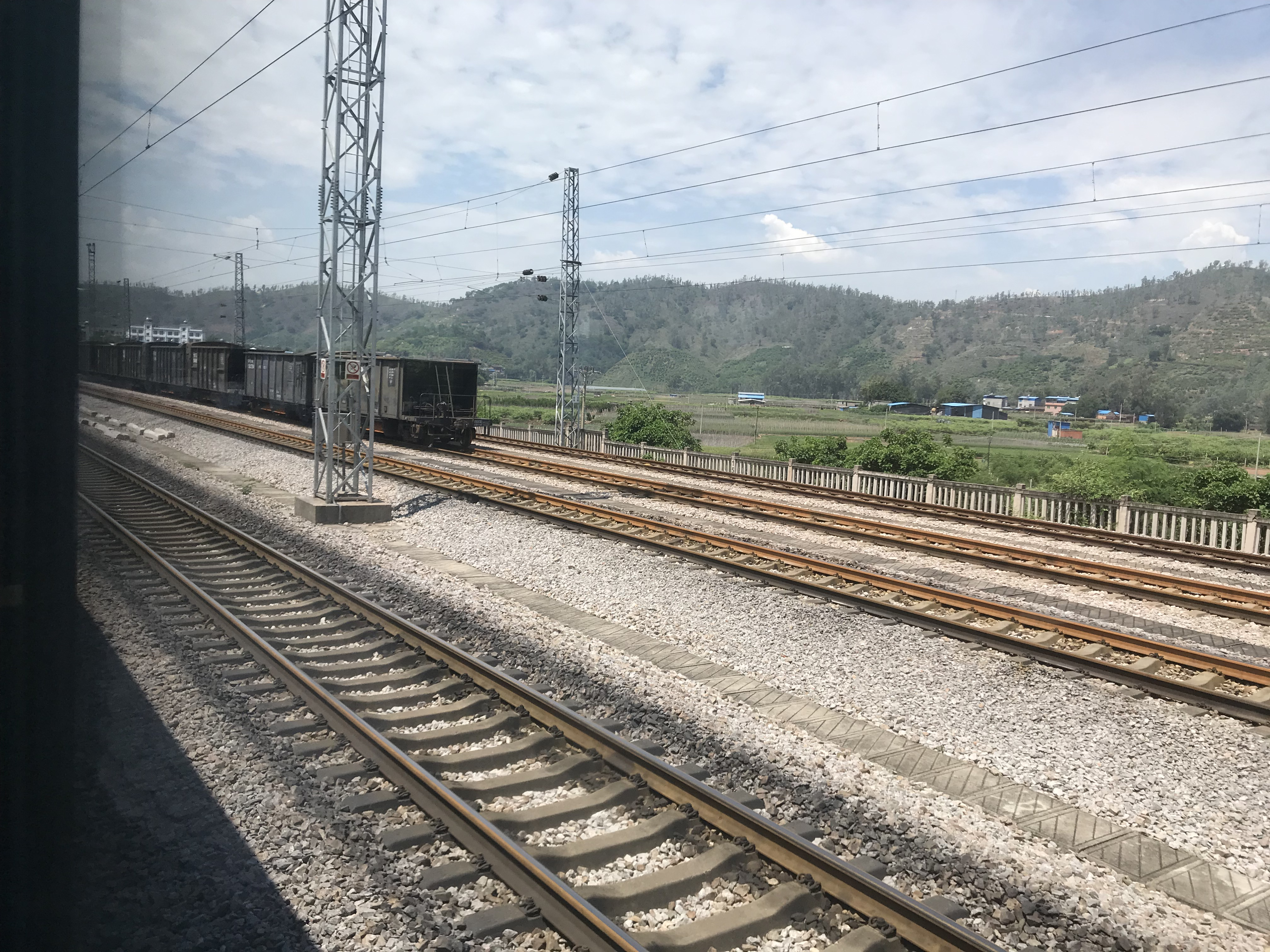
车站站场（2019年）